# Rhinogobius flumineus
Rhinogobius flumineus är en fiskart som först beskrevs av Mizuno, 1960.  Rhinogobius flumineus ingår i släktet Rhinogobius och familjen smörbultsfiskar. Inga underarter finns listade i Catalogue of Life.